# Morgan Stanley
Morgan Stanley és una entitat financera estatunidenca que desenvolupa la seva activitat com a banc d'inversions i agent de borsa. La seva seu central es troba a Nova York.

## Història
L'empresa va ser fundada a Nova York el 5 de setembre de 1935 per Henry S. Morgan i Harold Stanley com a conseqüència del canvi de legislació nord-americà per evitar les situacions que van donar lloc a la fallida dels mercats durant la crisi de 1929. Es va incorporar a la Borsa de Nova York en 1941. Va acaparar amb rapidesa una àmplia quota de mercat en el sector. Va ampliar els seus serveis amb una divisió encarregada de les fusions i adquisicions d'empreses en 1971. En la dècada de 1980 va obrir oficines a l'exterior: Sydney, Melbourne, Hong Kong, Frankfurt del Main, Milà i Luxemburg. Als 90 es va estendre per Singapur, Taipei, Seül, Xangai, Pequín, Bombai, París, Gènova, Madrid, Moscou, Johannesburg, Mèxic DF i São Paulo.
Al gener 2008 l'entitat espanyola La Caixa compra part del negoci de banca privada de Morgan Stanley a Espanya per un import que ronda els 600 milions d'euros.